# Kays
|  | Aquest article tracta sobre l'illa iraniana de Kish, en àrab Kays. Si cerqueu el grup tribal àrab, vegeu «Kays Aylan». |

L'illa de Kish (persa: کیش) és un territori insular de l'Iran, dependent de la província d'Hormozgan, declarada zona de lliure comerç (free trade zone) el que l'ha convertit en un paradís del consumidor amb gran nombre de malls, centres comercials, atraccions turístiques i hotels. L'illa té com a capital la ciutat de Kish, i la població total de l'illa era el 2006 de 20.922 habitants. Rep més d'un milió de visitants a l'any. La superfície de l'illa és de 91,5 km².

## Història
Kish fou esmentada antigament com a Kamtina, Arakia, Arakata i Ghiss. El 325 aC Alexandre el Gran va enviar l'almirall Nearc en navegació pels golf Pèrsic i va arribar a l'illa, la qual va anomenar Arakata.
Els àrabs la van anomenar Qays (àrab: قيس, Qays), nom pel que fou generalment coneguda fins al segle xx. El sobirà d'Oman hi va tenir una residència. Al segle xii i XIII fou un centre comercial que va exercir l'hegemonia al golf Pèrsic. L'illa tenia jardins i grans construccions i tenia prou aigua mercès a pous i cisternes. Les perles eren també una gran riquesa i Marco Polo va veure perles a la Xina que se li va indicar que eren de l'illa de Kish.
Vers 1975 els xa Muhammad Reza Pahlevi va fundar el ressort de luxe de l'illa per les elits de negocis, incloent un gran casino (avui hotel) i un aeroport que podia rebre el concorde. Després de la revolució islàmica va esdevenir un centre comercial duty-free.

## Fotos

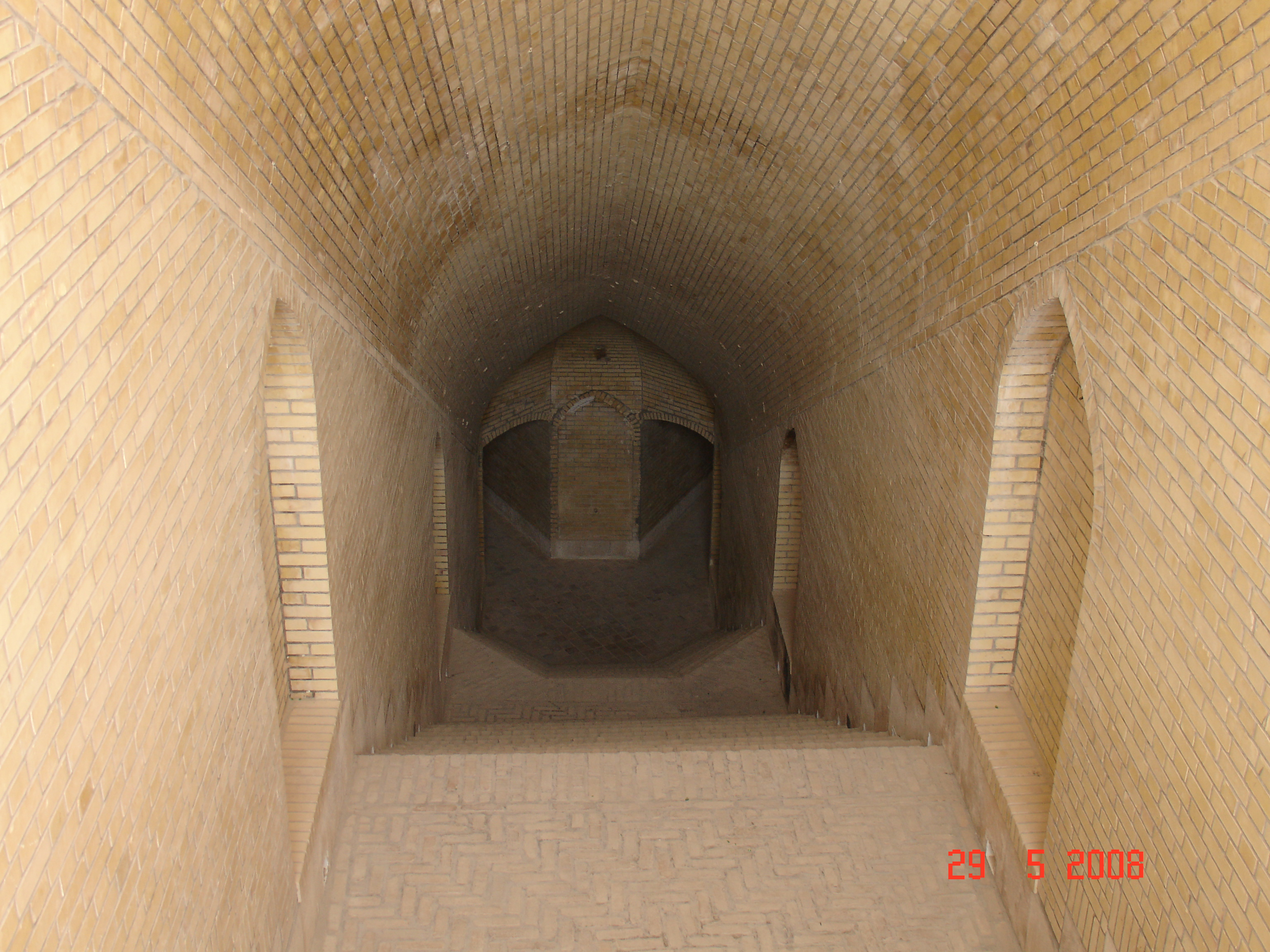
Un Abanbar a Kish
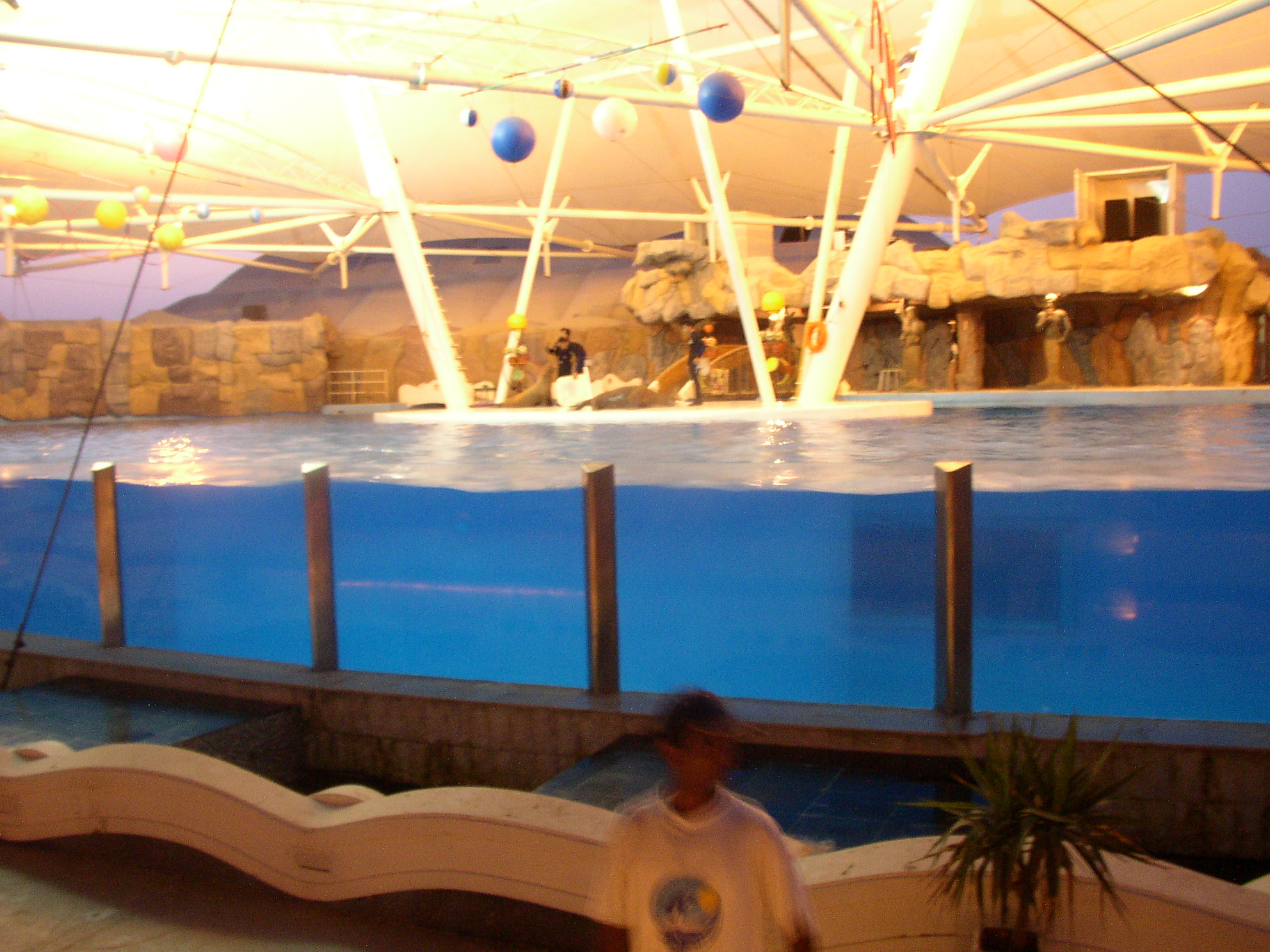
Aquari de dofins
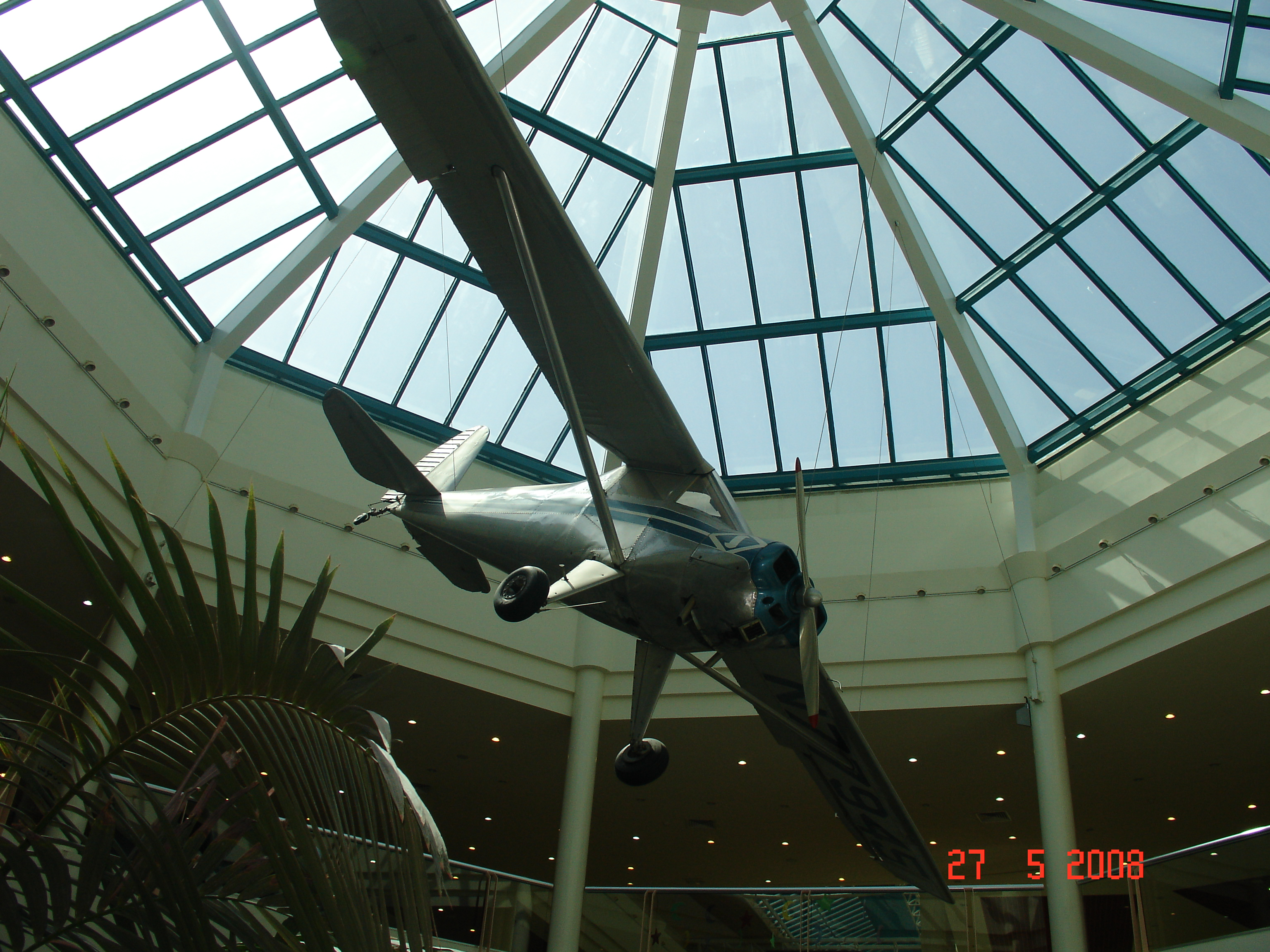
Mercat Pardis
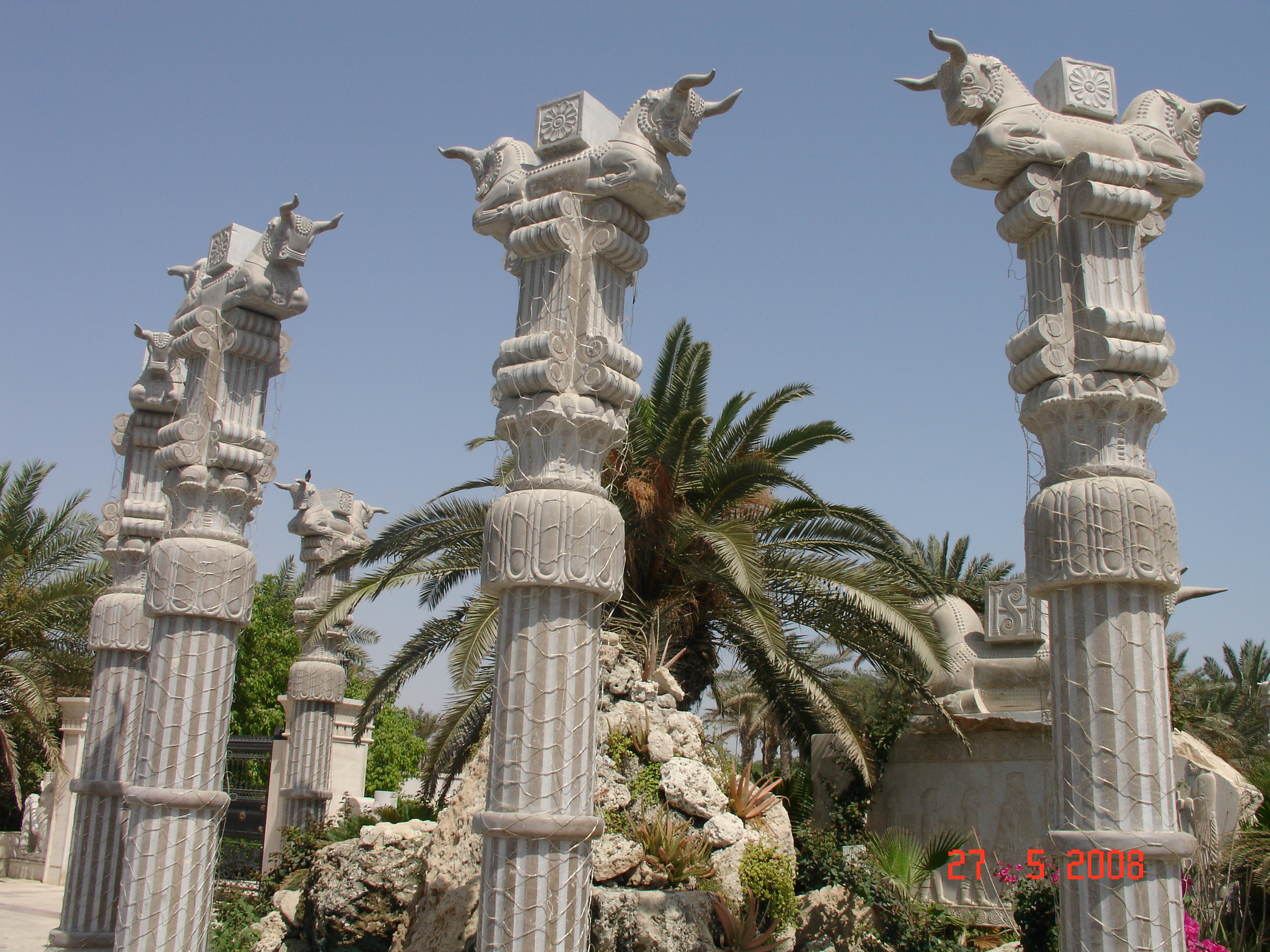
Hotel Dariush
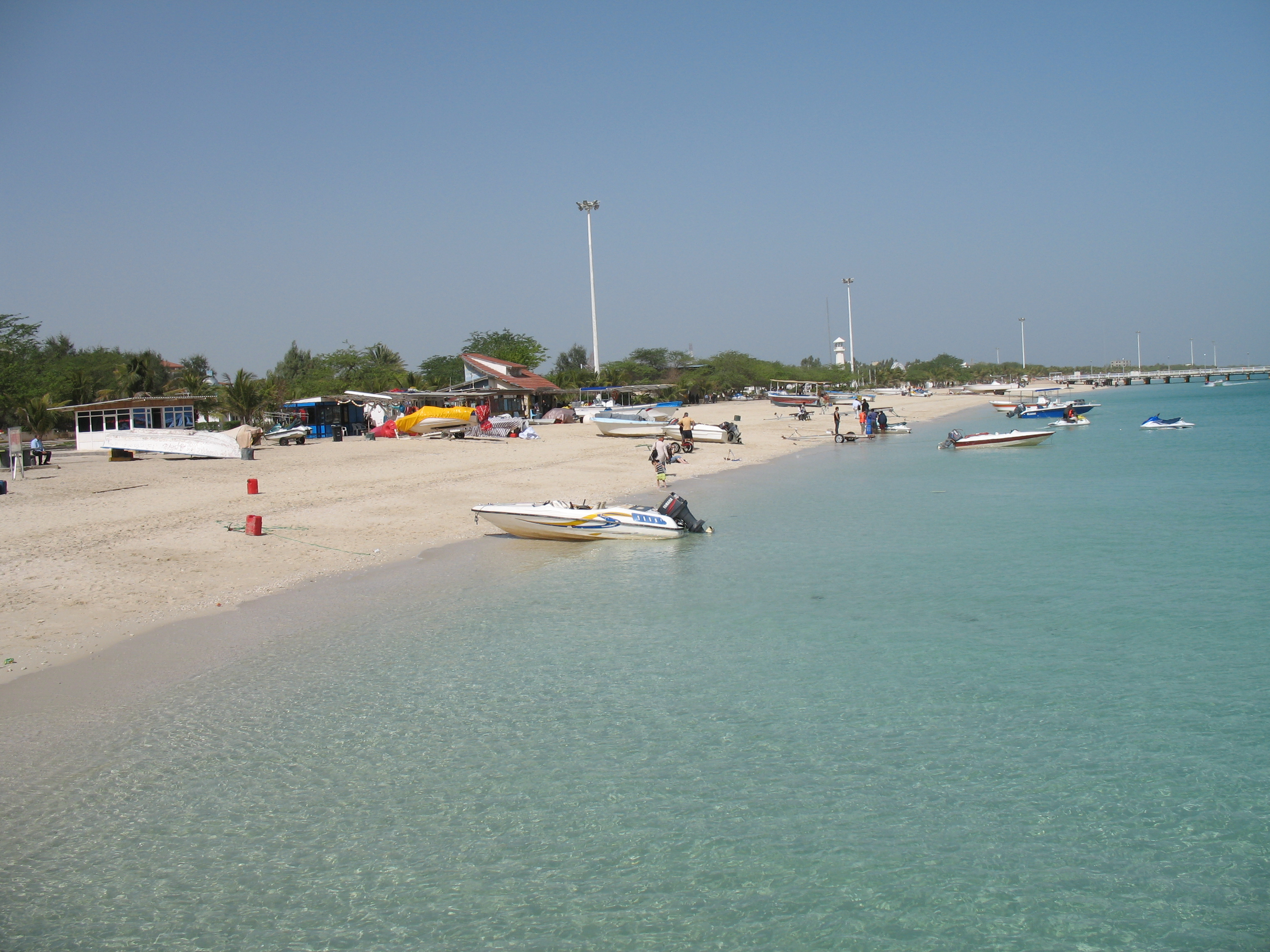
Platja a Kish
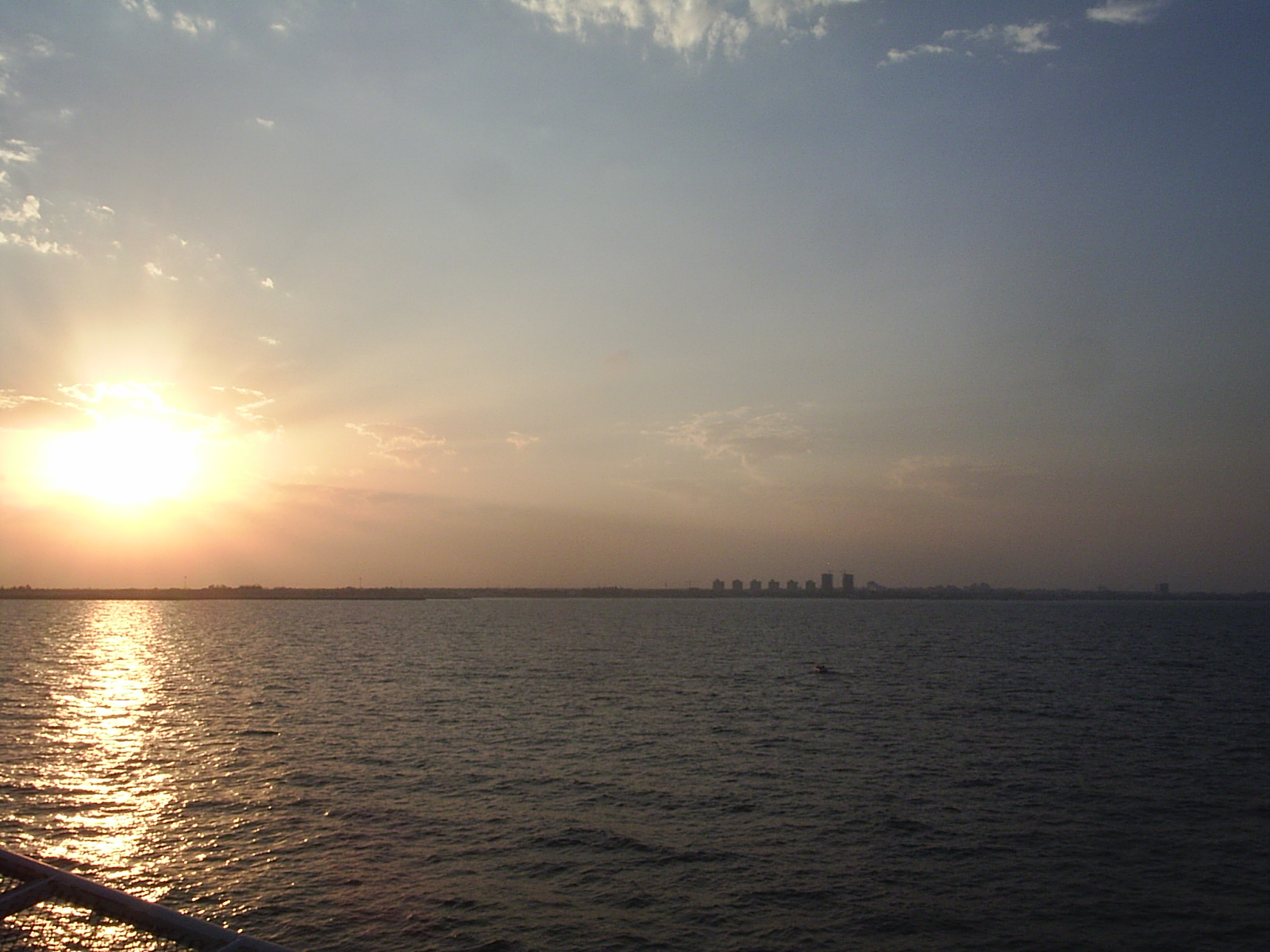
Posta de sol a Kish